# Gumla
Gumla là một thành phố và khu đô thị của quận Lohardaga thuộc bang Jharkhand, Ấn Độ.

## Nhân khẩu
Theo điều tra dân số năm 2001 của Ấn Độ, Gumla có dân số 39.790 người. Phái nam chiếm 52% tổng số dân và phái nữ chiếm 48%. Gumla có tỷ lệ 75% biết đọc biết viết, cao hơn tỷ lệ trung bình toàn quốc là 59,5%: tỷ lệ cho phái nam là 80%, và tỷ lệ cho phái nữ là 70%. Tại Gumla, 15% dân số nhỏ hơn 6 tuổi.